# 丘丘阿帕切塔山
15°43′35″S 68°36′5″W / 15.72639°S 68.60139°W
丘丘阿帕切塔山（Ch'uch'u Apachita），是玻利維亞的山峰，位於該國西部拉巴斯省的拉雷卡哈省，處於玻利維亞瑞阿爾山脈以北，屬於安第斯山脈的一部分，海拔高度4,855米，是丘丘哈維拉河的發源地。